# Apenburg-Winterfeld
Apenburg-Winterfeld er en kommune i Altmarkkreis Salzwedel (landkreis) i Sachsen-Anhalt i Tyskland. Det blev dannet ved fusionen af de tidligere uafhængige kommuner Apenburg, Winterfeld og Altensalzwedel den 1. juli 2009.
Apenburg-Winterfeld ligger mellem Gardelegen og Salzwedel i Altmark.